# Tramlijn Amsterdam - Volendam
De tramlijn Amsterdam – Volendam was een metersporige tramlijn, onderdeel van de Waterlandse tram, die Amsterdam verbond met Edam en Volendam. 

## Geschiedenis
Op 13 december 1888 werd de stoomtramlijn van de Noord-Hollandsche Tramweg-Maatschappij (NBT) Amsterdam-Noord – Monnickendam – Edam geopend. Deze lijn was uitgevoerd in meterspoor en had een lengte van 21,5 km. In 1932 werd het baangedeelte Edam – Volendam van de tramlijn Kwadijk - Volendam van een derde rail voorzien, zodat er nu ook de metersporige trams verder konden rijden tot Volendam. Tegelijkertijd werd de lijn door de NZH geëlektrificeerd, zodat er vanaf 1932 een doorgaande dienst Amsterdam-Noord – Edam – Volendam ontstond. Op het normaalspoor bleven de NS-trams voor goederenverkeer nog rijden tot 1944. De lijn bleef nog bij de NZH in gebruik tot september 1956, toen de Waterlandse tram werd opgeheven en vervangen door busdiensten.

## Route
De lijn liep vanaf het tramstation aan de Valkenweg in Amsterdam-Noord. Vanaf de steiger bij het Noord-Zuid Hollandsch Koffiehuis, het Trambootstation, bij het Centraal Station vertrok een veerboot naar het aan de overkant van het IJ gelegen tramstation. Dit station was een kopstation met meerdere perronsporen en een overkapping. Het tracé liep in eerste instantie via de Adelaarsweg, maar is in 1920 verlegd via de Meeuwenlaan waarmee de Vogelbuurt en Vogeldorp en werden bediend. Op de hoek van de huidige Adelaarsweg en Leeuwarderweg was de halte Nieuwendam. Het tracé liep verder via de Leeuwarderweg en boog bij het begin van de Buiksloterdijk af naar het noordoosten. Bij deze bocht bevond zich de halte Buiksloot. Via de toenmalige Middelweg (sinds 1970 Nieuwe Leeuwarderweg) reden de trams door de polder Buikslotermeer; hier loopt nu de N247.
De halte Zunderdorp lag een stuk ten westen van Zunderdorp, aan het eind van de huidige Termietergouw, waar nu de N247 loopt. Het was een overstaphalte met eilandperron en overkapping; na Zunderdorp was er de aansluiting op de tramlijn Het Schouw - Alkmaar. De splitsing lag op de huidige kruising van de N247 met de Kanaaldijk. Richting Edam reed de tram evenwijdig aan de Middenweg door de Broekermeer, de latere provincialeweg (N247). In Broek in Waterland is het tramstation nog aanwezig aan de Trambaan. In het centrum van Monnickendam reed de tram via de Kerkstraat en het Noordeinde. Ten noorden van het stadje werd de Grafelijkheidssluis gepasseerd waarna de tramlijn verder evenwijdig liep aan de weg langs de Jaagweg langs de Trekvaart naar Edam, de huidige N247.
Tot 1932 eindigde de tramlijn aan het Klein Westerbuiten in Edam, bij het water. Daar was ook het station. In de verbindingsboog die in 1932 was aangelegd om de NZH-smalspoorlijn te laten aansluiten op de NS-normaalspoorlijn naar Volendam, werd in 1951, tegen het onderstation aan, de nieuwe tramhalte Edam gemaakt. Op deze locatie ligt nu het busstation. Vanuit Edam liep het tracé verder naar Volendam. Hier liggen nu de Singelweg, Dijkgraaf Poschlaan en Populierenlaan. Het tramstation lag aan de Zeestraat. De Stationsstraat herinnert hier nog aan.

## Galerij

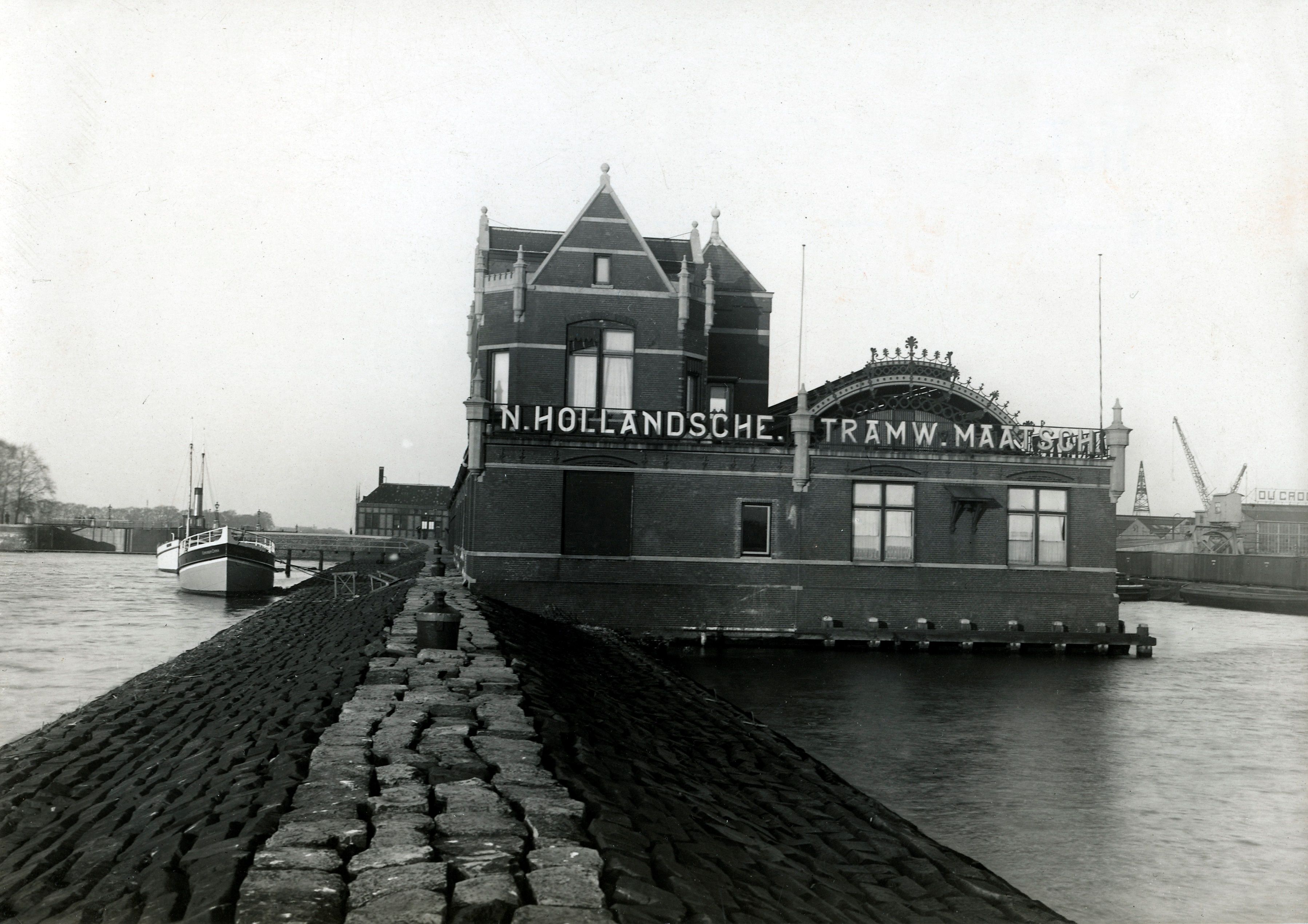
Station Amsterdam-Noord met het bootje naar het Centraal Station (links).
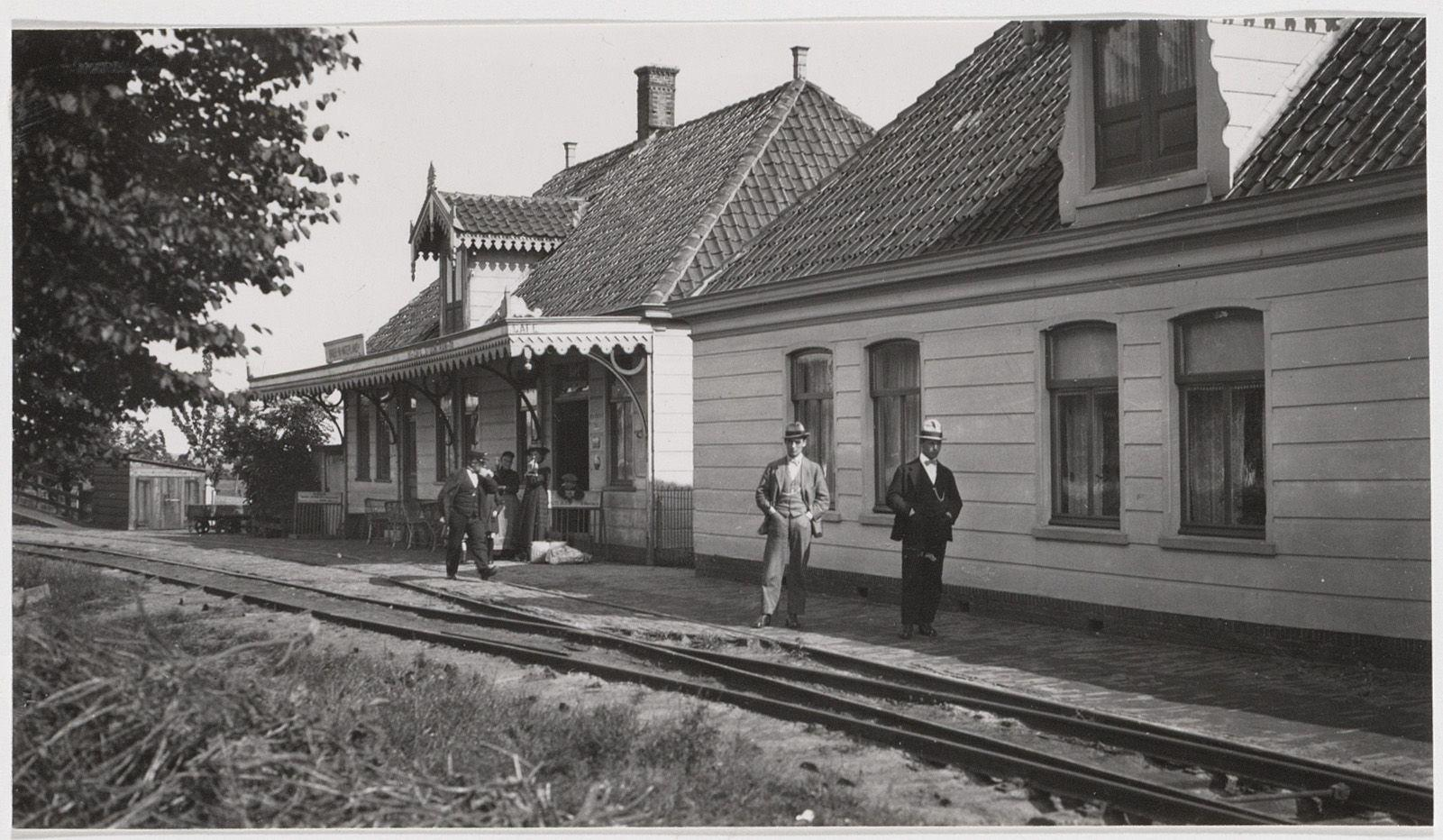
Station Broek in Waterland in 1922.
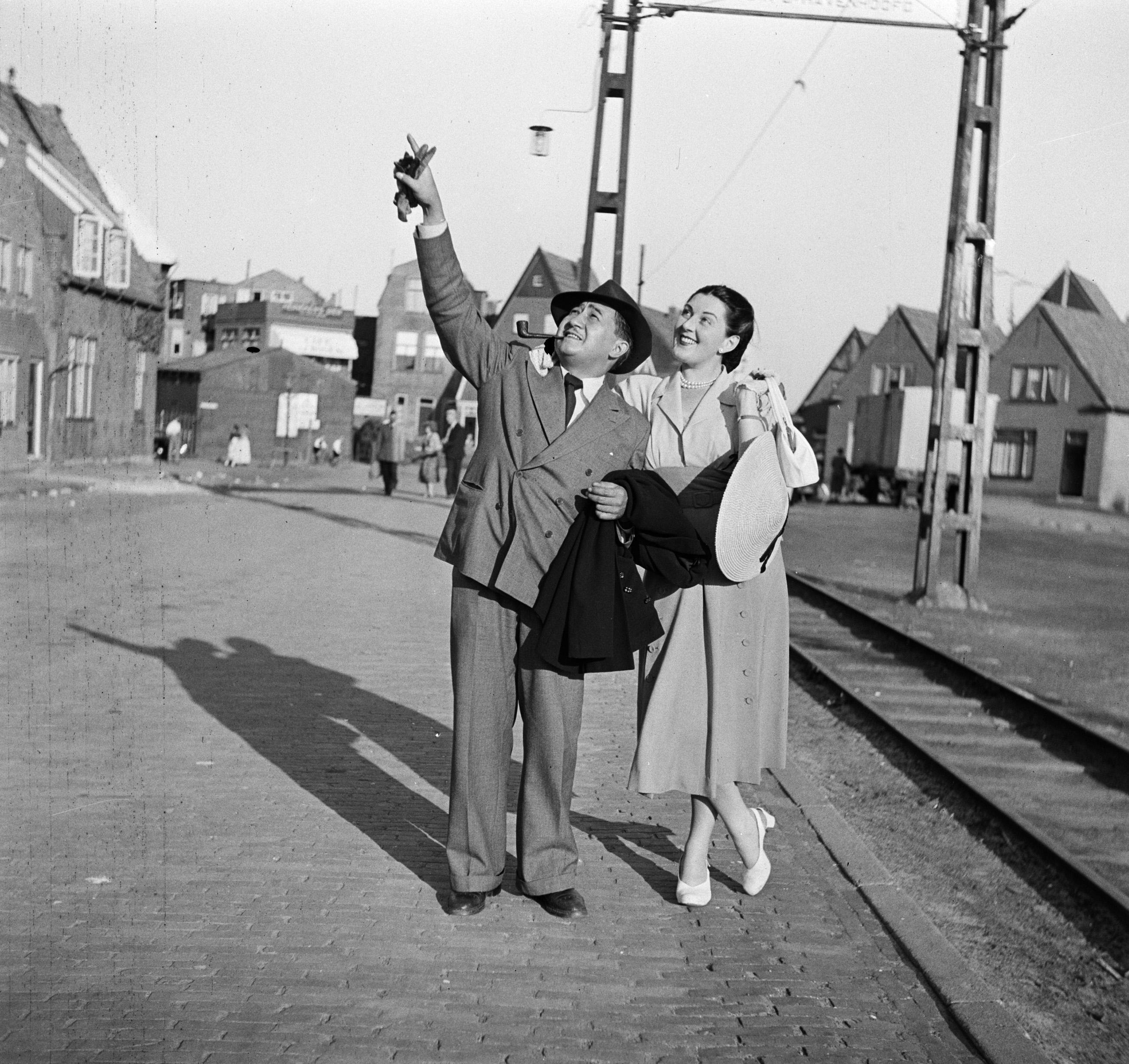
Station Volendam in 1950.